# Groucho Marx
Groucho Marx, właśc. Julius Henry Marx (ur. 2 października 1890 w Nowym Jorku, zm. 19 sierpnia 1977 w Los Angeles) – amerykański aktor komediowy. Jeden z braci Marx.

## Życiorys
Groucho Marx był pierwszym z braci, który pojawił się na scenie – w 1905 roku. Później dołączyli do niego pozostali. Jego pseudonim sceniczny wziął się od torby, w której nosił pieniądze: grouch-bag (dosłownie: torba gaduły/zrzędy). Jego cechą charakterystyczną były duże, namalowane wąsy.
Jako aktor filmowy zadebiutował wraz z braćmi w 1921 roku w filmie Humor Risk. Później pojawił się w takich filmach jak Orzechy kokosowe (1929), Sucharki w kształcie zwierząt (1930), Małpi interes (1931), Końskie pióra (1932), Kacza zupa (1933), Noc w operze (1935), Dzień na wyścigach (1937) czy Szczęśliwa miłość (1949).
W późniejszym okresie prowadził telewizyjny teleturniej You Bet Your Life emitowany przez stację NBC w latach 1950–1961. W 1974 roku otrzymał honorowego Oscara za całokształt twórczości.
Był trzykrotnie żonaty. Wszystkie jego małżeństwa zakończyły się rozwodem. Jego żonami były Ruth Johnson (1920–1942), Catherine „Kay” Marvis-Gorcey (1945–1951) oraz Eden Hartford (1954–1969). Z pierwszą żoną miał dwoje dzieci Arthura i Miriam. Z druga żoną miał córkę Melindę.
Zmarł w 1977 roku na zapalenie płuc.

## Filmografia wybrana
- 1921: Humor Risk jako Villain

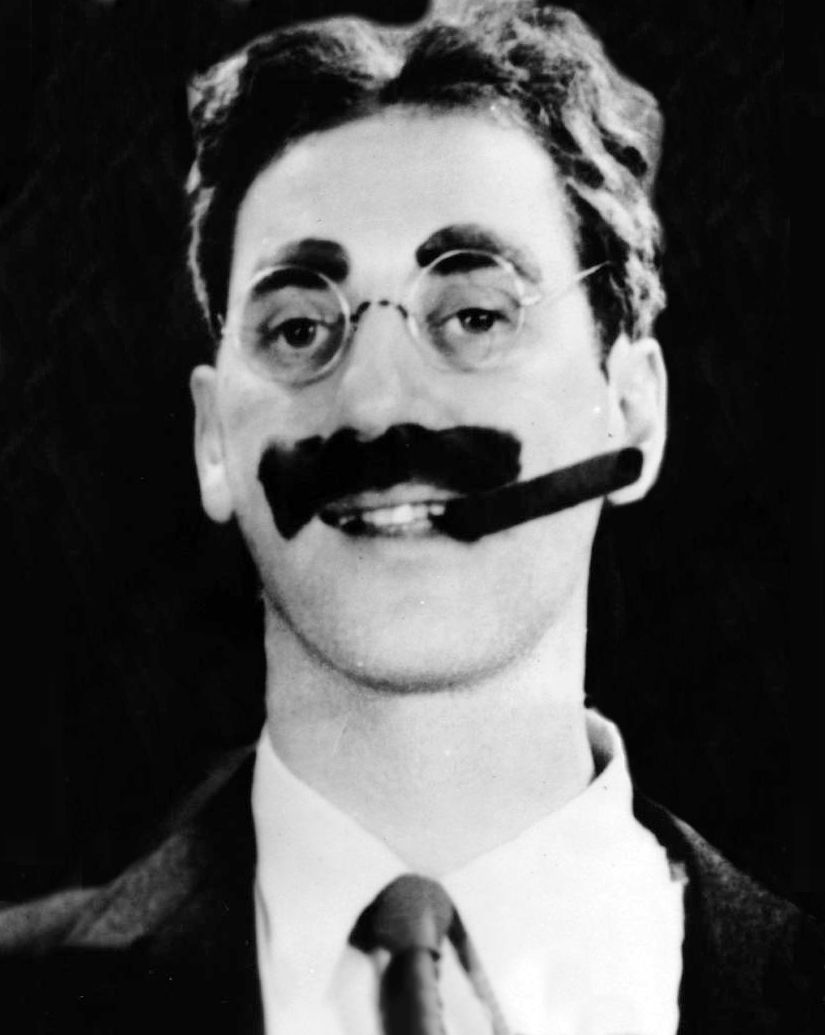
Groucho Marx (1931)

- 1929: Orzechy kokosowe (The Cocoanuts) jako pan Hammer
- 1930: Sucharki w kształcie zwierząt (Animal Crackers) jako kapitan Jeffrey T. Spaulding
- 1931: Małpi interes (Monkey Business) jako Groucho
- 1932: Końskie pióra (Horse Feathers) jako profesor Quincey Adams Wagstaff
- 1933: Kacza zupa (Duck Soup) jako Rufus T. Firefly
- 1935: Noc w operze (A Night at the Opera) jako Otis P. Driftwood
- 1937: Dzień na wyścigach (A Day at the Races) jako doktor Hugo Z. Hackenbush
- 1938: Panika w hotelu (Room Service) jako Gordon Miller
- 1939: Bracia Marx w cyrku (At the Circus) jako J. Cheever Loophole
- 1940: Bracia Marx na Dzikim Zachodzie (Go West) jako S. Quentin Quale
- 1941: Dom towarowy (The Big Store) jako Wolf J. Flywheel
- 1946: Noc w Casablance (A Night in Casablanca) jako Ronald Kornblow
- 1950: Szczęśliwa miłość (Love Happy) jako Sam Grunion
- 1957: Historia ludzkości (The Story of Mankind) jako Peter Minuit

Źródło.

## Odniesienia w kulturze
Postać Groucho Marxa, a także wielu innych przedwojennych amerykańskich aktorów, pojawiła się w filmie animowanym The Autograph Hound z 1939, gdzie Kaczor Donald włamuje się do studia filmowego, aby zdobyć autografy.
Cytat Groucho Marxa pojawia się w filmie Woody’ego Allena pod tytułem Annie Hall.